# Enzo Ide

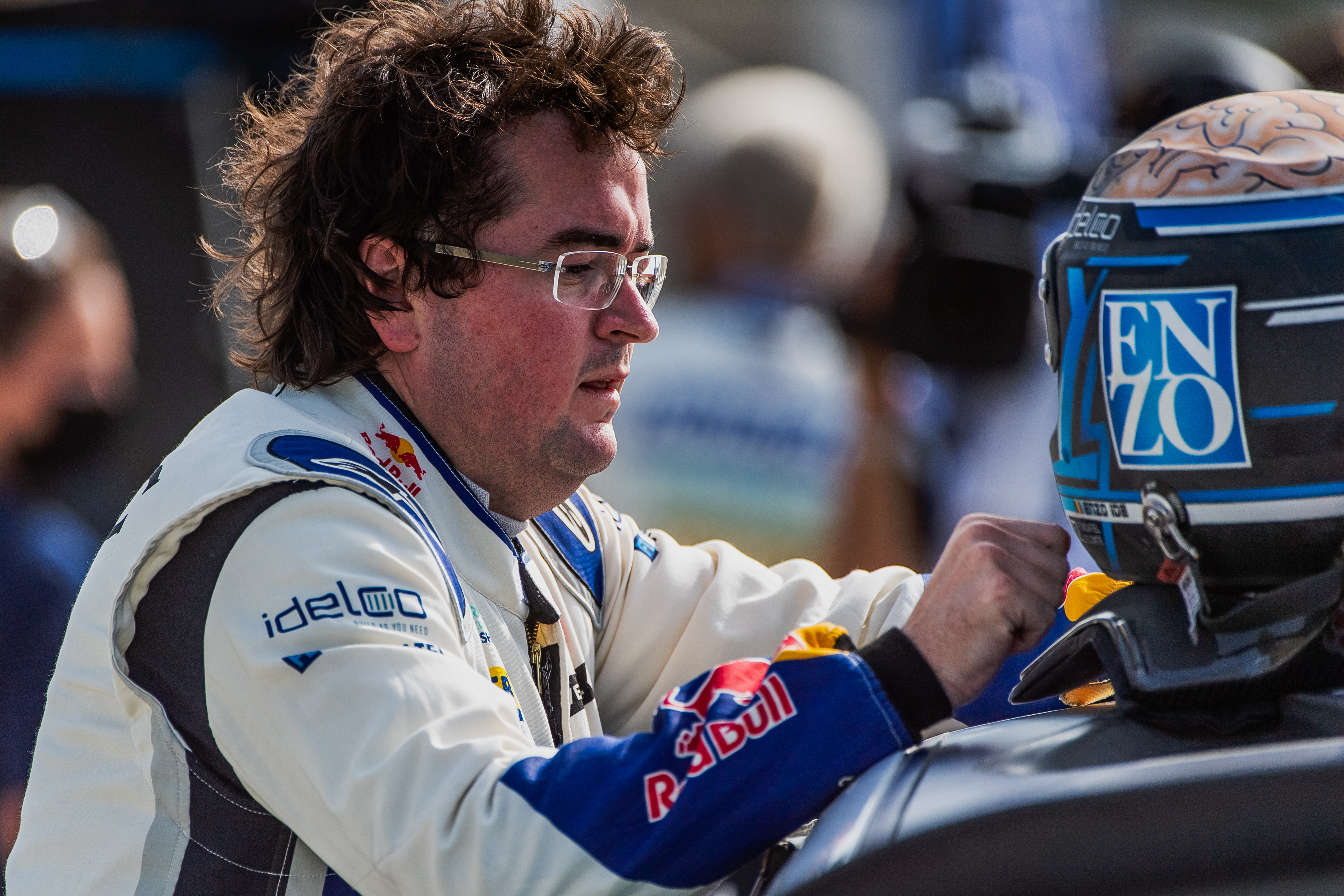
Enzo Ide (2021)

Enzo Ide (* 22. Juni 1991 in Tielt) ist ein ehemaliger belgischer Autorennfahrer. Er startete 2012 in der FIA-GT1-Weltmeisterschaft.

## Karriere
Ide begann seine Motorsportkarriere im Langstreckensport. Er startete in der Saison 2009/2010 in der senegalesischen Langstrecken-Meisterschaft. Anschließend nahm er 2010 an einzelnen GT-Rennen teil. Er trat zu je zwei Rennen der FIA-GT3-Europameisterschaft sowie des GT4 Europacups an und startete zu einem Rennen der französische GT-Meisterschaft. Im anschließenden Winter nahm er an einem Rennen der niederländischen Langstrecken-Serie teil. Anschließend startete er für das W Racing Team in mehreren Serien. Er wurde mit jeweils einem Sieg Dritter in der Belcar Langstrecken-Meisterschaft und der Belcar GT3-Meisterschaft. Darüber hinaus nahm Ide 2011 für das W Racing Team in einem Audi R8 LMS in der FIA-GT3-Europameisterschaft teil. Er entschied drei Rennen für sich. Zweimal zusammen mit seinem Landsmann Gregory Franchi und einmal mit Christopher Haase. In der Europameisterschaft wurde er Dritter.
2012 erhielt Ide beim Ferrari-Werksteam AF Corse ein Cockpit in der FIA-GT1-Weltmeisterschaft. Er bildet dort zusammen mit Francesco Castellacci, der 2011 FIA-GT3-Europameister wurde, ein Fahrerduo.

## Statistik

### Karrierestationen
| - 2010: Senegalesische Langstrecken-Meisterschaft - 2010: FIA-GT3-Europameisterschaft - 2010: GT4 Europacup (Platz 16) | - 2010: Französische GT-Meisterschaft - 2011: Niederländische Langstrecken-Serie - 2011: Belcar Langstrecken-Meisterschaft (Platz 3) | - 2011: Belcar GT3-Meisterschaft (Platz 3) - 2011: FIA-GT3-Europameisterschaft (Platz 3) |